# فرودگاه شهرستان مک‌کرری
فرودگاه شهرستان مک‌کرری (به انگلیسی: McCreary County Airport) یک فرودگاه همگانی است که یک باند فرود آسفالت دارد و طول باند آن ۹۱۴ متر است. این فرودگاه در کشور ایالات متحده آمریکا قرار دارد و در ارتفاع ۴۱۷٫۶ متری از سطح دریا واقع شده‌است.